# Badal Roy
Badal Roy, pseudonimo di Amarendra Choudhury (in bengali বাদল রায়; Comilla, 16 ottobre 1939 – Wilmington, 18 gennaio 2022), è stato un percussionista tablista jazz indiano, a lungo attivo anche nella world music e musica sperimentale.

## Biografia
Nato in una famiglia hindu nella regione musulmana del Bengala orientale dell'India britannica (la regione che sarebbe poi diventata il Pakistan orientale, e infine il Bangladesh), il suo soprannome "Badal" significa "temporale" e gli fu dato da un parente quando, da bambino, scoppiò a piangere a dirotto sotto la pioggia.
Arrivato a New York nel 1968, iniziò a lavorare come cameriere e tuttofare in alcuni ristoranti indiani. Poco dopo iniziò a suonare con Steve Gorn in un ristorante chiamato Raga, e fu notato da Miles Davis, che lo assunse nel suo gruppo. Con Davis, Roy incise gli album On the Corner (1972), Big Fun (1969-72; pubblicato nel 1974), e Get Up with It (1970-74).
In seguito Roy collaborò con molti musicisti di primo piano, tra cui Dave Liebman, Pharoah Sanders, John McLaughlin, Airto Moreira, Charlie Haden, Yōko Ono, e Ornette Coleman (come parte del gruppo elettrico di Coleman, i Prime Time). Negli anni novanta, Roy iniziò a suonare con il duo chitarristico brasiliano Duofel. Con Ken Wessel and Stomu Takeishi, Roy è parte di un trio fusion chiamato Alankar, con cui ha pubblicato un album intitolato Daybreak. Queste sono solo alcune delle numerose collaborazioni che Roy intrattiene in tutto il mondo.
Nel 2004, Roy lavorò con Richie Havens nell'album The Grace of the Sun. A differenza di molti tablisti, non viene da una famiglia di musicisti, ed è essenzialmente autodidatta: questo fa sì che il suo stile sia più libero di quello che è consentito dal sistema tradizionale (tala). Roy spesso utilizza un set di cinque tabla (con intonazioni differenti) suonandole sia melodicamente sia ritmicamente.
Morì il 18 gennaio 2022 all'età di 82 anni per complicazioni da COVID-19.

## Discografia
Come leader 
- 1997 - One in the Pocket (Nomad)
- 1998 - Daybreak - Alankar
- 2002 - Kolkata Rose (with Geoff Warren)
- 2002 - Raga Roni (with Perry Robinson & Ed Schuller) Geeta

 With Amit Chatterjee 
- 1997 - Endless Radiance (Art of the Duo) (Tutu)

 With Ornette Coleman 
- 1995 - Tone Dialing - Ornette Coleman

 Con Miles Davis 
- 1974 - Big Fun (2xLP) Columbia Records, 2xCD Columbia (reissued 2000)
- 1974 - Get Up With It (2xLP) Columbia Records 1974 (2xCD Coline 1991, 2000)
- 1988 - Miles Davis: The Columbia Years 1955 - 1985 (Box set, also 4xCD) Columbia
- 1993 - On The Corner (CD, Album) Columbia Records, (Legacy reissued 2000)
- 1997 - Miles Davis In Concert: Live At Philharmonic Hall, Legacy
- 1998 - Panthalassa: The Music of Miles Davis 1969-1974

 Con Steve Gorn 
- 1983 - Yantra: Flute and Tabla (reissued 1994)

 Con Richie Havens 
- 2004 - Grace of the Sun

 Con Bill Laswell 
- 1998 - Sacred System: Nagual Site (CD) BMG
- 2000 - Lo. Def Pressure (LP & CD) Sub Rosa

 Con David Liebman 
- 1974 - Lookout Farm (LP) ECM Records
- 1975 - Passing Dreams (reissued 1998, 2002)
- 1975 - Drum Ode (LP) ECM Records
- 1975 - Sweet Hands
- 1975 - Ashirbad (reissued 2002)
- 1976 - Father Time

 Con Herbie Mann 
- Sun Belt (Atlantic)

 Con John McLaughlin 
- 1999 - My Goals Beyond Knit Classics (Ryko)

 Con Yōko Ono 
- 1982 - It's Alright (I See Rainbows)
- 1992 - Onobox
- 1992 - Walking on Thin Ice

 Con Mike Richmond 
- 1988 - Basic Tendencies (with Glen Velez) Music of the World
- 1994 - Asian Journal (with Naná Vasconcelos & Steve Gorn)

 Con Perry Robinson 
- 1978 - Kundalini

 Con Pharoah Sanders 
- 1972 - Wisdom Through Music (Impulse! Records)
- 1974 - Love In Us All (CD) Universal Music (Japan)

 Con Lonnie Liston Smith 
- 1973 - Golden Dreams
- 1973 - Astral Traveling - Lonnie Liston Smith (LP) Flying Dutchman (reissued Bluebird Jazz 2002)

 Con Leni Stern 
- 1991 - Ten Songs
- 1998 - Recollection

 Con Steve Turre 
- 1992 - Sanctified Shells
- 2000 - In the Valley of Sacred Sound - Harold E. Smith

 Con Michael Wolff & Impure Thoughts 
- 2000 - Impure Thoughts Indianola Music
- 2001 - Intoxicate Indianola Music
- 2004 - Dangerous Vision Artemis Records
- 2006 - Love & Destruction Rong Records

 Con altri artisti 
- 1967 - Virgo Vibes - Roy Ayers (reissued 2002)
- 1979 - Earthquake Island - Jon Hassell (Tomato Music)
- 1984 - Mood Swing - The Nails (LP) RCA
- 1989 - Dancing With The Lion - Andreas Vollenweider (CD) CBS (reissued with bonus tracks 2005)
- 1993 - Angel Rodeo - Lisa Sokolov
- 1993 - Prophecy: The Whale & the Elephant Trade Notes on the State of the World - Zusaan Kali Fasteau (Flying Note)
- 1997 - Rising Sun - D. K. Dyson (Ocean Records)
- 1998 - Wake Up And Dream - Ekstasis (CD) CyberOctave
- 2000 - Musica: Music of India (with Luiz Bueno)
- 2001 - Export Quality - Dum Dum Project (2xLP) X-Squared Records
- 2001 - Daughters of the Sun - Nana Simopoulos (Na. Records)
- 2001 - Branching Out - William Cepeda (Blue Jackel)
- 2002 - Simirillion: Of Unicorns and Jasmine ...A Lover's Tale
- 2002 - Sacred Spaces - Lee Boice
- 2002 - Badal Roy & Geoff Warren, Kolkata Rose, FMR Records UK, 2002
- 2003 - Rebirth - Children On The Corner (Sonance Records)
- 2003 - Heavy Skies - Roman Kunsman (Downtown Jazz)
- 2005 - Free Funk with Muruga Booker & The Global Village Ceremonial Band (with Perry Robinson & Belita Woods) Qbico 2005warr
- 2006 - Vivid (with Barney Mcall & Rufus Cappadocia)
- Songs For Sitar and Tabla (with Arooj Lazenal)
- 2006 - Badal Roy, Geoff Warren, Marcello Sebastiani, Frammenti d'anima, FMR RECORDS UK